# Stenocereus griseus

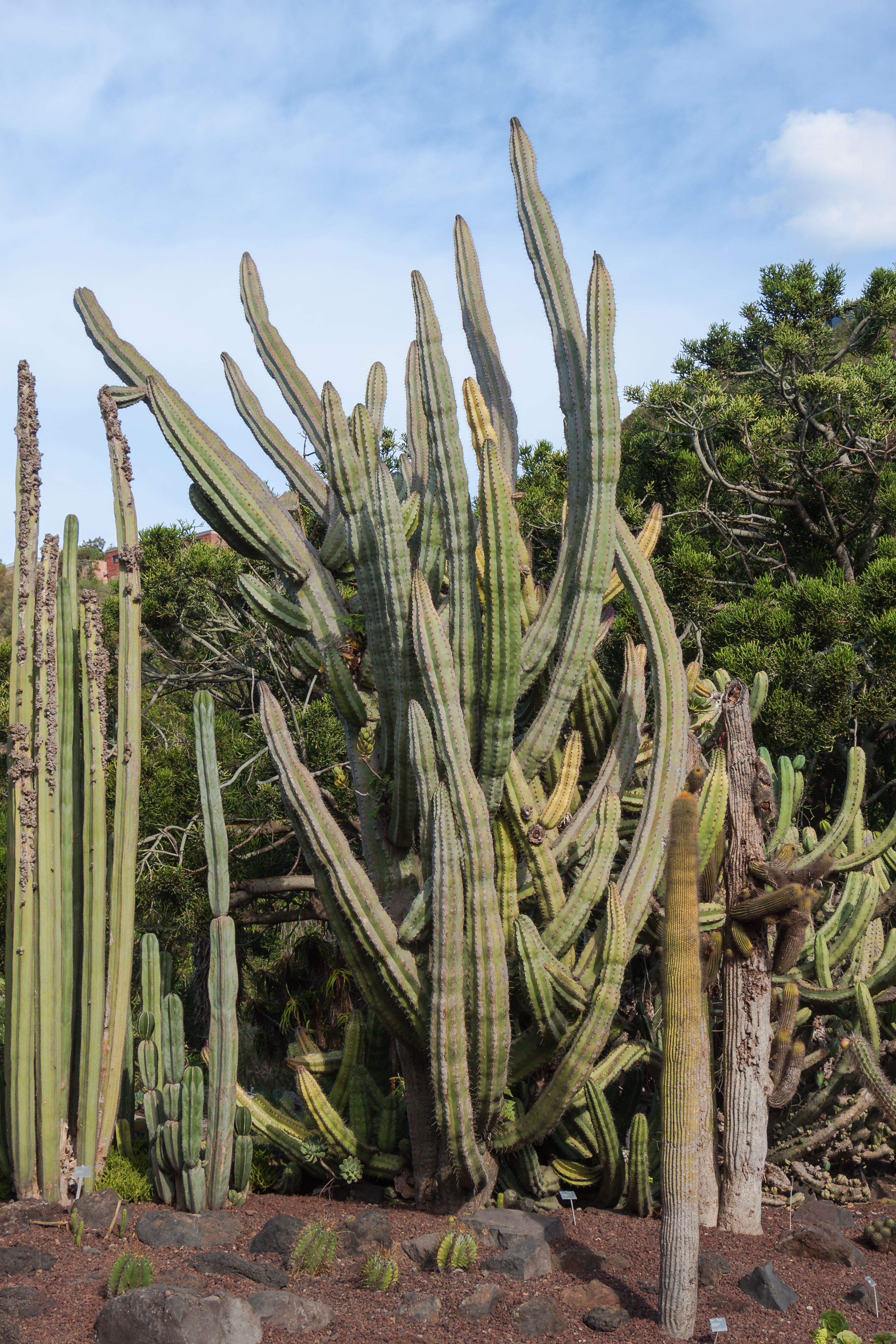
Vista de la planta

Stenocereus griseus es una especie de plantas en la familia Cactaceae. Es endémica de Venezuela, México y Colombia. También llamado Cardón Guajiro, es una especie común en lugares localizados.

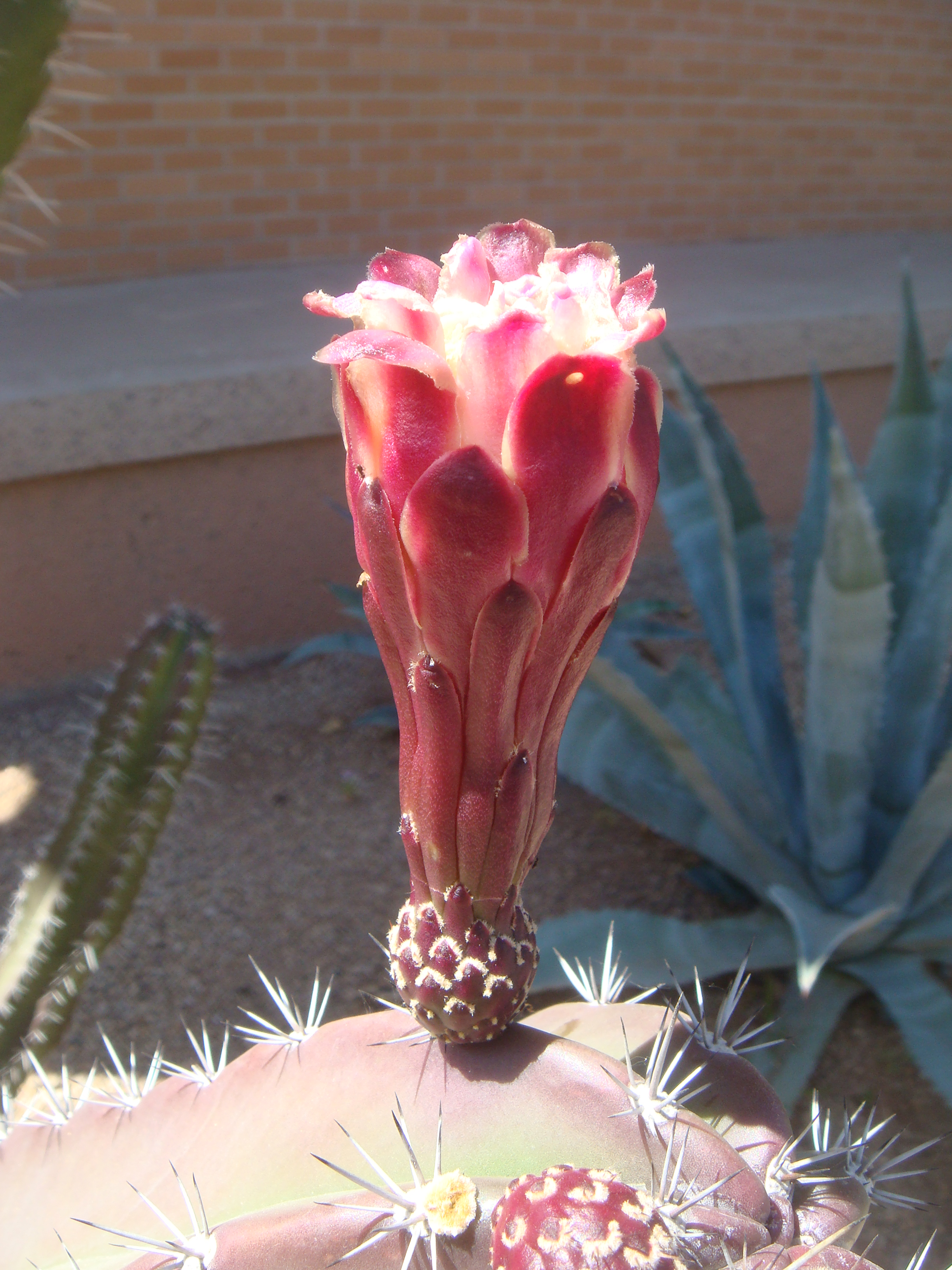
Flor

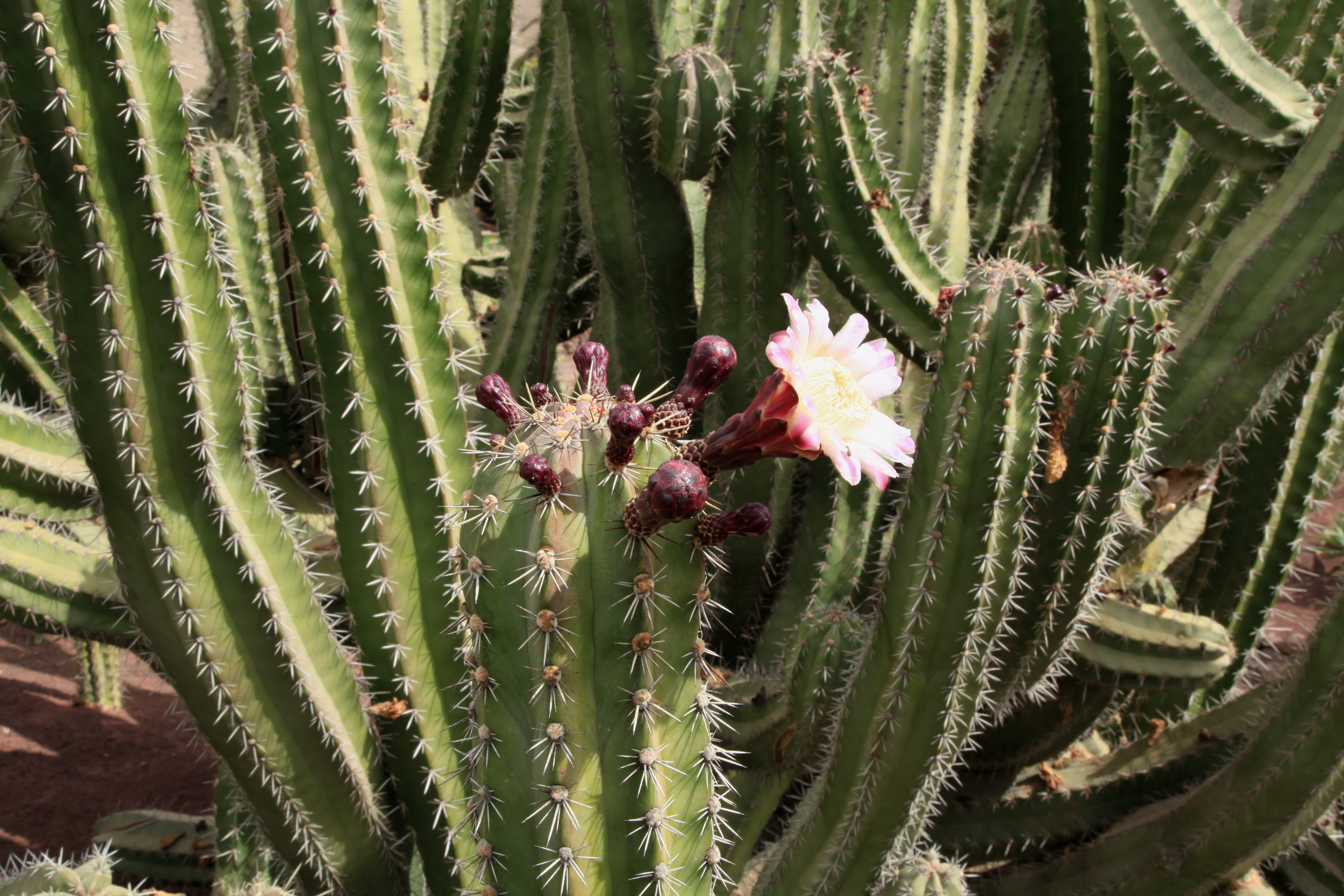
Vista de la planta

## Descripción
Stenocereus griseus tiene un crecimiento de tallos ramificados como un árbol, alcanzando alturas de 6-9 metros de altura. Los tallos verticales de color verde, ligeramente glauco con un diámetro de 9-12 cm. Tiene seis a diez costillas, por debajo las areolas con una a tres espinas centrales de 1.5 centímetros de largo. La más larga de ellas tiene una longitud de hasta cuatro centímetros. Las seis a once espinas radiales son de 6 a 10 milímetros de largo. Las flores en forma de embudo ancho, de color blanco que están abiertas por la noche y permanecen abiertas hasta el mediodía del día siguiente. Sus brácteas se doblan hacia atrás. Las flores miden hasta 10 cm de largo, son esféricas a oblongas, de color verde amarillento a púrpura rojo oscuro o las frutas que alcanzan un diámetro de hasta 5 cm. Se establecen con espinas que se encuentran en la madurez. La carne es de color rojo.
En la  península de la Guajira, su fruto es conocido como Iguaraya por los pueblos Wayús. Se le atribuyen usos medicinales y gran contenido proteínico.

## Taxonomía
Stenocereus griseus fue descrita por (Haw.) Buxb. y publicado en Botanische Studien 12: 100. 1961.
Etimología
Stenocereus: nombre genérico que deriva de las palabras griegas:
"στενός" (stenos) para "apretado, estrecho" y se refiere a las costillas relativamente estrechos de las plantas y cereus para "cirio, vela".
griseus: epíteto latíno que significa "de color gris"
Sinonimia
- Cereus griseus
- Lemaireocereus griseus
- Ritterocereus griseus
- Rathbunia grisea
- Cereus eburneus
- Cereus deficiens
- Lemaireocereus deficiens
- Ritterocereus deficiens
- Stenocereus deficiens
- Rathbunia deficiens[5]